# Даудпота, Азим
Азим Даудпота (англ. Azim Daudpota; 14 сентября 1933, Бомбей, Британская Индия — 3 апреля 2017, Карачи, Пакистан) — пакистанский военачальник и государственный деятель, маршал авиации ВВС Пакистана, губернатор провинции Синд (1999—2000).

## Биография
Родился в семье Умара Мохаммада и Каримы Даудпоты, был четвёртым ребёнком в семье. Азим учился в школе Святого Патрика в Карачи, затем продолжил обучение в колледже Dayaram Jethmal Sindh. После окончания колледжа Азим вступил в ряды пакистанских военно-воздушных сил. С 1952 по 1955 год обучался военному делу в Австралии. С 1955 года служил офицером ВВС, имел звание маршала авиации, неоднократно участвовал в боевых действиях с Индией. 
В 1983 году был отправлен руководством ВВС в Зимбабве, с целью помочь президенту этой африканской страны модернизировать и реорганизовать их военно-воздушные силы. 
В 1986 году вернулся в Пакистан и был назначен управляющим директором Пакистанских международных авиалиний, а в 1989 году стал председателем этой компании.
С 1999 по 2000 год — губернатор провинции Синд.